# Suszyna (Górowo Iławeckie)
Suszyna (deutsch Ludwigshof) war ein Ort in der polnischen Woiwodschaft Ermland-Masuren. Seine Ortsstelle gehört zur Landgemeinde Górowo Iławeckie (Landsberg) im Powiat Bartoszycki (Kreis Bartenstein), bis 1945 zum Kreis Preußisch Eylau in Ostpreußen.

## Geographische Lage
Die Ortsstelle Suszynas liegt im Nordwesten der Woiwodschaft Ermland-Masuren, 20 Kilometer südwestlich der heute auf russischem Hoheitsgebiet gelegenen früheren Kreisstadt Preußisch Eylau (russisch Bagrationowsk) bzw. 23 Kilometer westlich der jetzigen Kreismetropole Bartoszyce (deutsch Bartenstein).

## Geschichte
Die Gründung des kleinen Gutsorts Ludwigshof mit seinem Park erfolgte im Jahre 1830. Bis 1945 war Ludwigshof ein Vorwerk zur Landgemeinde Hoofe (polnisch Dwórzno) im ostpreußischen Kreis Preußisch Eylau, Regierungsbezirk Königsberg, und zählte im Jahre 1910 20 Einwohner.
Mit dem gesamten südlichen Ostpreußen kam Ludwigshof 1945 in Kriegsfolge zu Polen und erhielt die polnische Namensform „Suszyna“. In den ersten Nachkriegsjahren war der Ort noch teilweise besiedelt, mehrere Wohngebäude waren noch vorhanden. Aber bereits 1983 existierte er nicht mehr und gilt heute als untergegangen. Seine Ortsstelle liegt im Bereich der Gmina Górowo Iławeckie (Landgemeinde Landsberg) im Powiat Bartoszycki (Kreis Bartenstein), von 1975 bis 1998 der Woiwodschaft Olsztyn, seither der Woiwodschaft Ermland-Masuren zugehörig.

## Religion
Ludwigshof gehörte bis 1945 zum Kirchspiel der evangelischen Kirche Groß Peisten (polnisch Piasty Wielkie) in der Kirchenprovinz Ostpreußen der Kirche der Altpreußischen Union. Seitens der römisch-katholischen Kirche war das Dorf nach Landsberg im damaligen Bistum Ermland eingepfarrt.

## Verkehr
Die kaum noch erkennbare Ortsstelle von Suszyna liegt nördlich eines Landwegs, der Zielenica (Grünwalde) an der Woiwodschaftsstraße 511 (frühere deutsche Reichsstraße 134) mit Janikowo (Hanshagen) verbindet.